# GNR (banda)
GNR (siglas de Grupo Novo Rock) es una banda portuguesa de pop rock formada en la ciudad de Oporto en 1980. Han sido uno de los referentes de la música pop rock en Portugal en las décadas de los años 1980 y 90. Su nombre hace juego con las siglas de la Guarda Nacional Republicana, la guardia nacional portuguesa.
Es de resaltar la canción "Sangue oculto / Sangre oculta" del álbum Rock in Rio Douro que realizaron conjuntamente con el vocalista del grupo La Frontera, Javier Andréu, en ambos idiomas, portugués y español.

## Integrantes
Sus integrantes actuales son:
- Rui Reininho (voz)
- Jorge Romão (bajo)
- Toli César Machado (batería, acordeón y guitarra)

## Historia
Los elementos iniciales del grupo eran Toli César Machado (batería), Alexandre Soares (guitarra) y Vítor Rua (guitarra). Poco tiempo después entra al grupo el bajista Mano Zé, que había tocado anteriormente con Rui Veloso. Los GNR fueron uno de los grupos que mejor representaron el llamado rock portugués en la década de 1980. Formado actualmente por Toli César Machado, Jorge Romão y Rui Reininho, la banda conoció varias formaciones a lo largo del tiempo y también numerosas polémicas. El grupo es uno de los grandes símbolos de la ciudad de Oporto, por todo lo que siempre significó y por el cariño que siempre demostraron por el pueblo de la zona.

## Discografía

### Álbumes de estudio
1. Independança (Mezcla de la palabra Independencia/Danza ("Dança"))(1), 1982
2. Defeitos especiais (Defectos especiales), 1984
3. Os homens não se querem bonitos (Los hombres no se quieren bonitos), 1985
4. Psicopátria (Psicopatria), 1986
5. Valsa dos detectives (Balsa de los detectives), 1989
6. Rock in Rio Douro (Rock en Río Duero), 1992
7. Sob escuta (Bajo escucha), 1994
8. Mosquito (Mosquito), 1997
9. Popless (Popless), 2000
10. Do lado dos cisnes (Del lado de los cisnes), 2002
11. Retropolitana 2010

- (1) - La palabra "independança" no existe en portugués, aquí hace referencia a la palabra "independência".

### Álbumes recopilatorios
1. GNR in vivo (GNR en vivo), 1990 – álbum en directo grabado en el Coliseu dos Recreios de Lisboa con dos temas inéditos: Usa y Runaway.
2. Tudo o que você queria ouvir - o melhor dos GNR (Todo lo que usted quería oír - lo mejor de los GNR), 1996
3. Câmara lenta (Cámara lenta), 2002
4. ContinuAcção (ContinuAción), 2006

### Sencillos
- Portugal na CEE (Portugal en la CEE), 1981
- Sê Um GNR (Sé un GNR), 1981
- Hardcore, 1982
- Twistarte, 1984
- Pershingópolis, 1984
- Dunas, 1985
- Efectivamente, 1987
- Ao soldado desconfiado (Al soldado desconfiado), 1987
- Vídeo Maria, 1988
- Mosquito, 1996
- Canadada, 2003